# Подопригора, Зинаида Андреевна
Зинаида Андреевна Подопригора (укр. Зінаїда Андріївна Підопригора; 3 мая 1924, село Дергачи, Харьковская губерния, Украинская ССР, СССР — 18 октября 1986, Харьков, Украинская ССР, СССР) — советский украинский учёный-правовед, специалист в области гражданского права. Доктор юридических наук (1972), профессор (1976). Работала на кафедре гражданского права Харьковского юридического института, где с 1973 года занимала должность профессора.

## Биография
Зинаида Подопригора родилась 3 мая 1924 года в селе Дергачи Харьковской губернии. Высшее образование получила в Харьковском юридическом институте, который окончила в 1947 году. После окончания вуза она поступила в аспирантуру в то же учебное заведение на кафедру гражданского права.
В 1950 году окончила аспирантуру и под научным руководством профессора Савелия Фукса в родном вузе успешно защитила диссертацию на соискание учёной степени кандидата юридических наук на тему «Правовые формы организации и оплаты труда в колхозах». После этого начала работать в этом же вузе на кафедре гражданского права, где сначала занимала должность ассистента, а затем доцента. В 1963 году ей было присвоено учёное звание доцента.
По разным данным, в 1971 или 1972 году в Харьковском юридическом институте защитила диссертацию на соискание учёной степени доктора юридических наук по теме «Гражданско-правовые проблемы межколхозного сотрудничества в период строительства коммунизма в СССР» (официальные оппоненты — доктора юридических наук, профессора О. А. Красавчиков, В. А. Тархов и В. З. Янчук). В 1972 году ей была присуждена соответствующая учёная степень. Начиная с 1973 года занимала должность профессора, а в 1976 году ей было присвоено это учёное звание.
Подопригора занималась исследованием ряда вопросов частного права: правоприменение жилищного законодательства, семейное право, межколхозные и межхозяйственные предприятия и объединения и их правовое положение. Одновременно с научной работой она занималась подготовкой учёных-правоведов — была научным руководителем для четырёх кандидатов юридических наук — В. В. Богдана, М. В. Домашенко, И. В. Жилинковой и Л. А. Кузьмичевой. Также руководила работой студенческого кружка на кафедре гражданского права.
Зинаида Андреевна скончалась 18 октября 1986 года в Харькове.